# Sphinx livournien
 Hyles livornica
Espèce
Le Sphinx livournien, Hyles livornica, est une espèce de lépidoptères appartenant à la famille des Sphingidae, à la sous-famille des Macroglossinae, à la tribu des Macroglossini.

## Répartition et habitat
Répartition

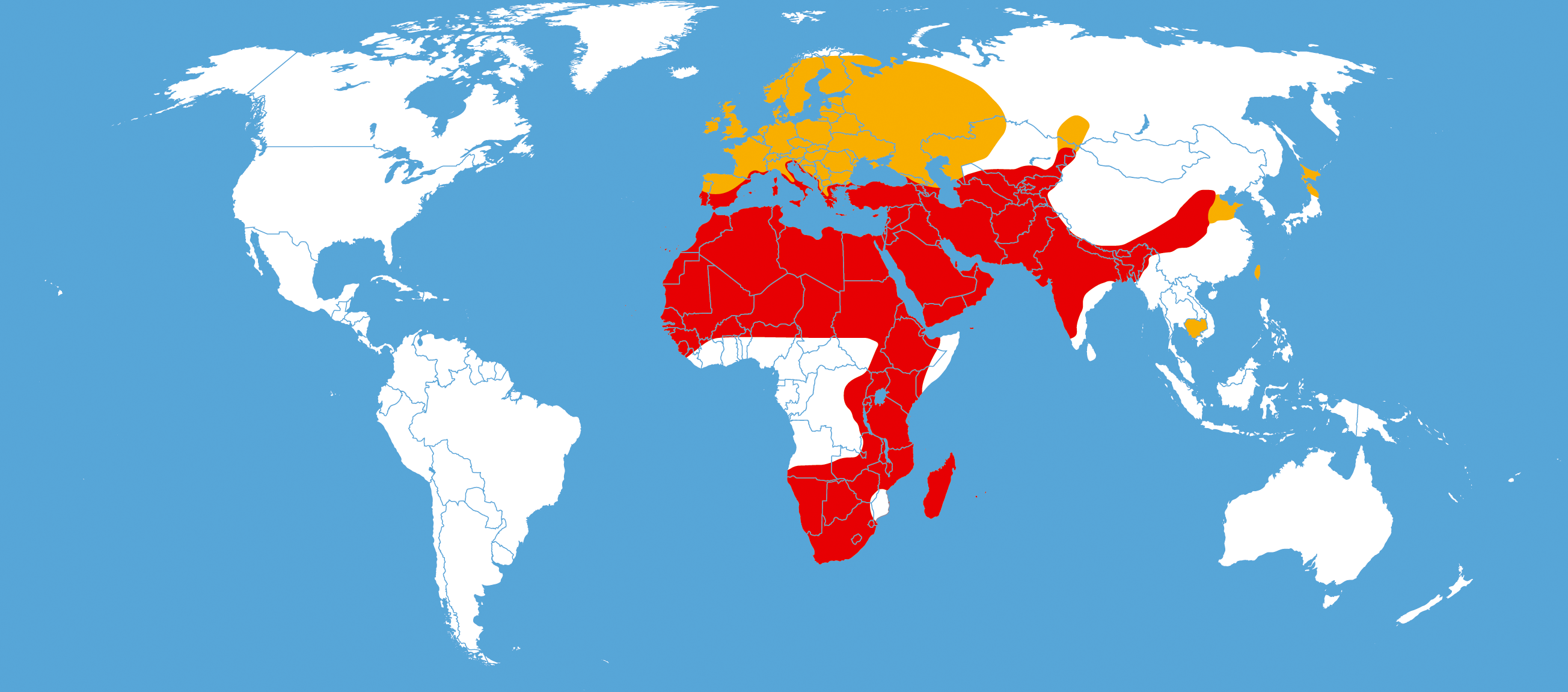
Distribution

Il est présent en Afrique et à Madagascar, en Asie Mineure et dans le sud-ouest de l'Asie, en Chine, sud de l'Inde et Pakistan. Il est migrateur en Europe.
En France, présent et assez commun surtout au sud de la Loire et en Corse.

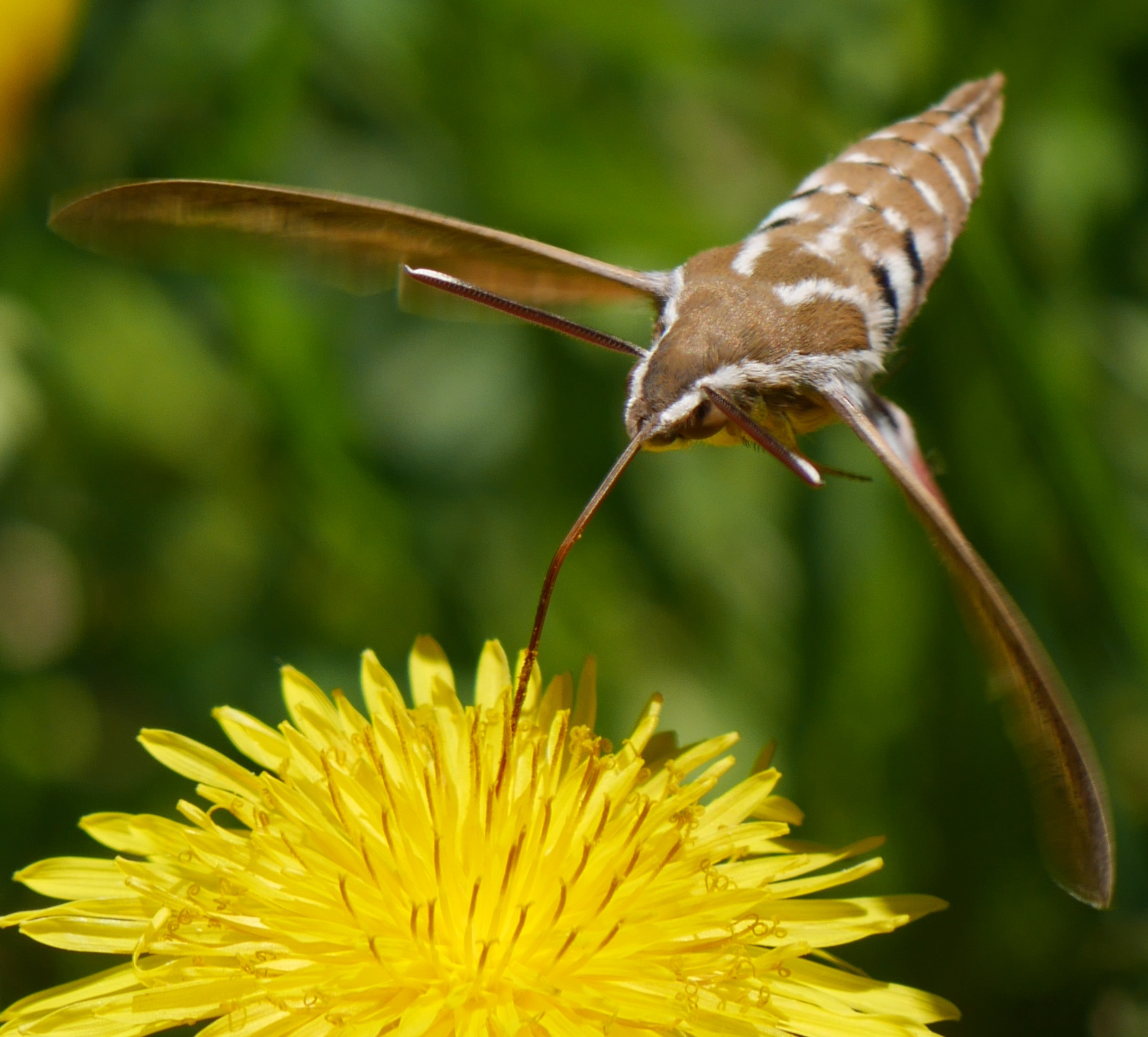
Sphinx livournien butinant en vol stationnaire

Habitat
Il s'accommode de milieux divers.

## Description
C'est un papillon trapu, de couleur beige, rayé de blanc.

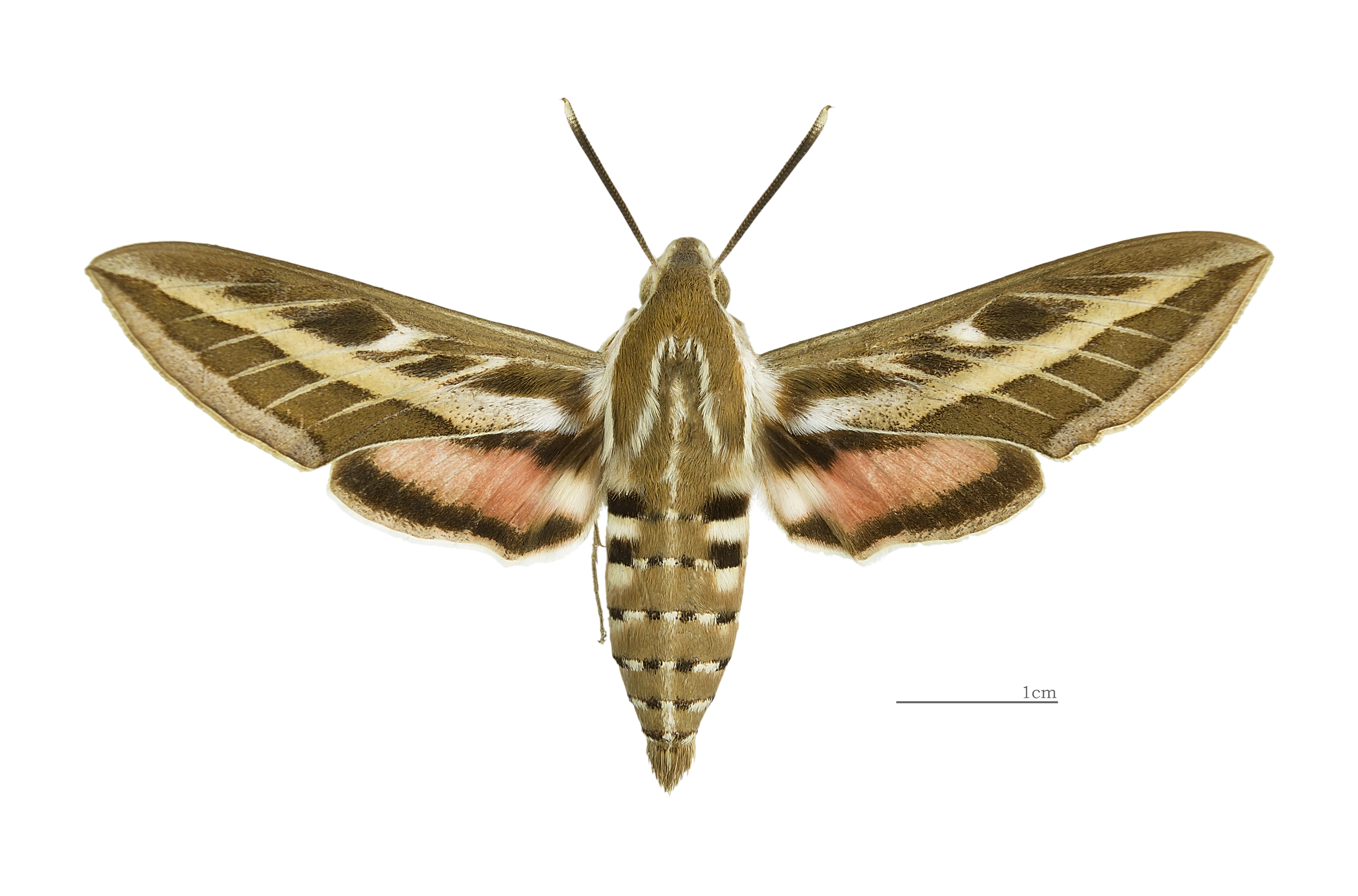
Face dorsale du mâle (coll.MHNT)
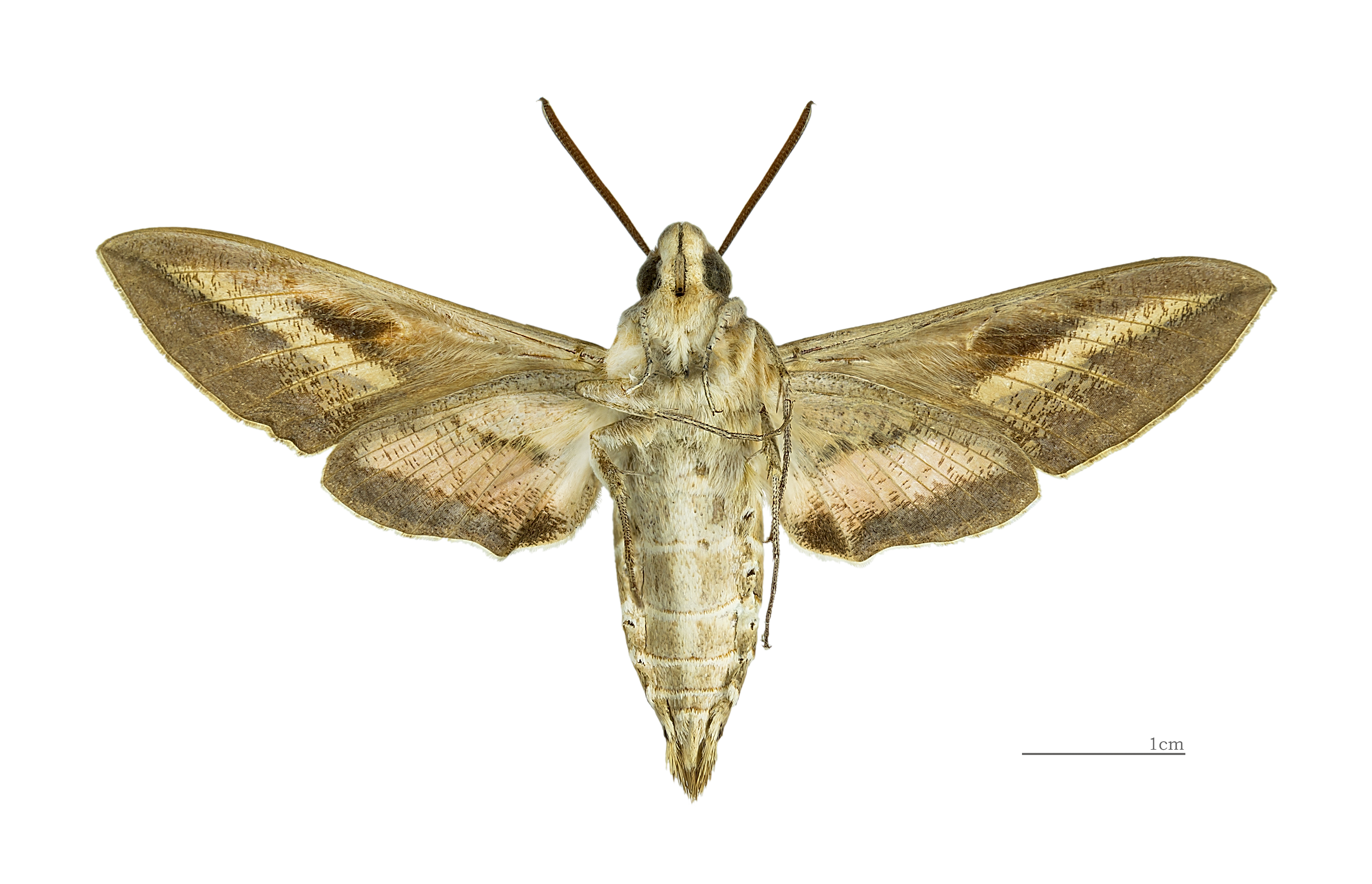
Face ventrale du mâle (coll.MHNT)
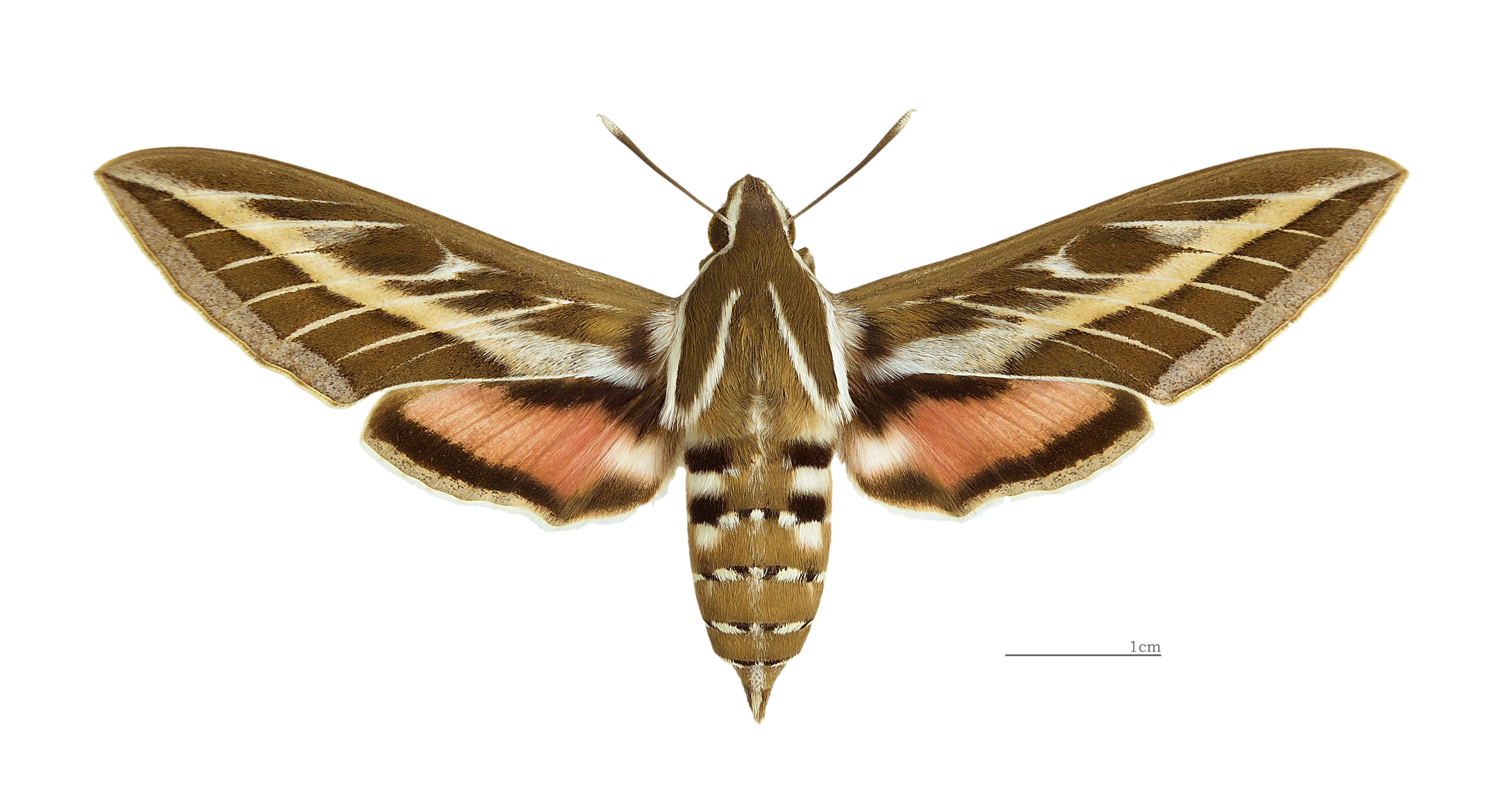
Face dorsale de la femelle (coll.MHNT)
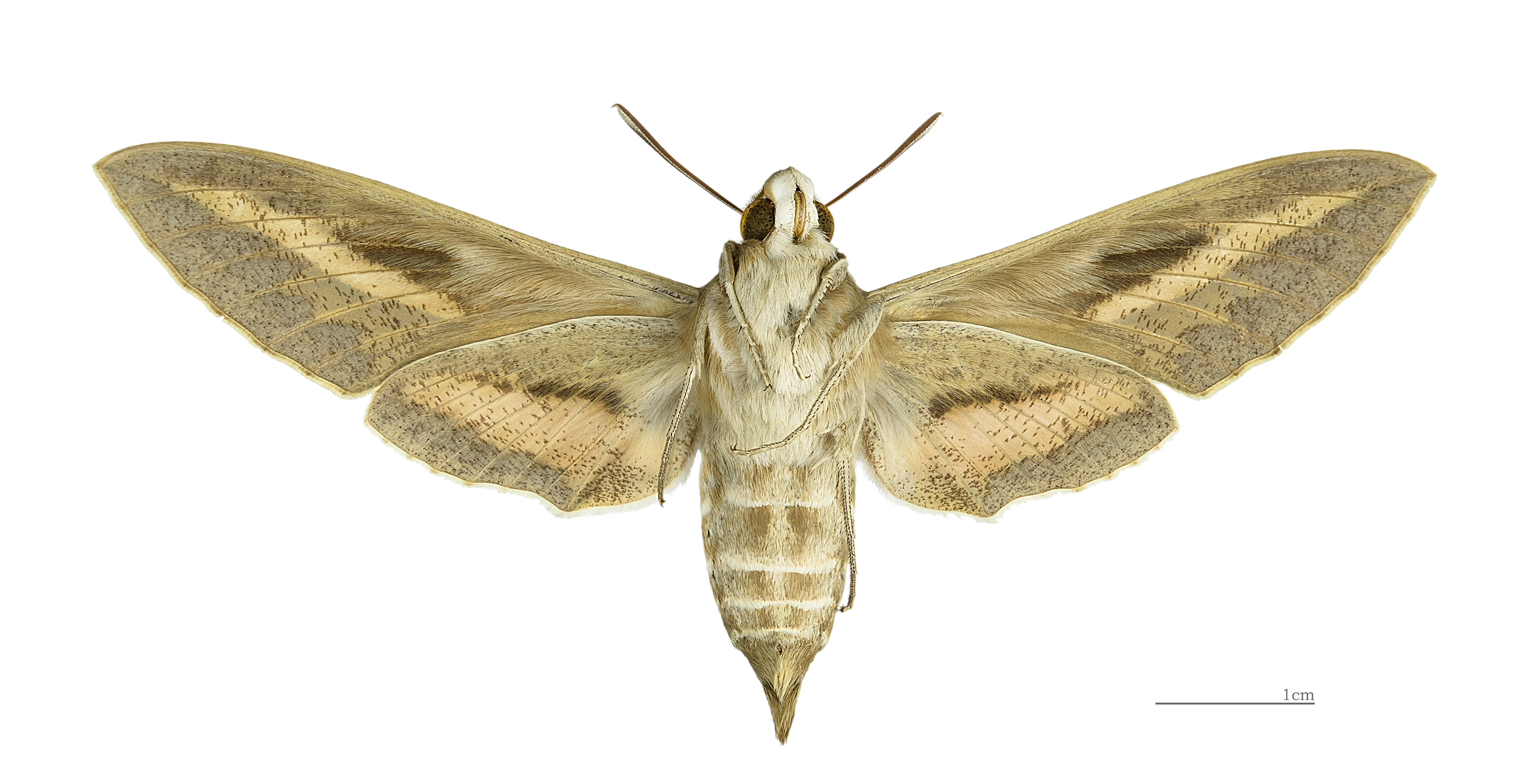
Face ventrale de la femelle (coll.MHNT)

### Chenille
La chenille est verte marquée de noir.

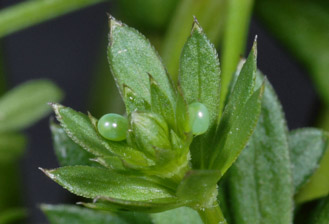
Œufs
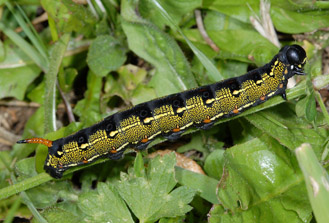
Chenille
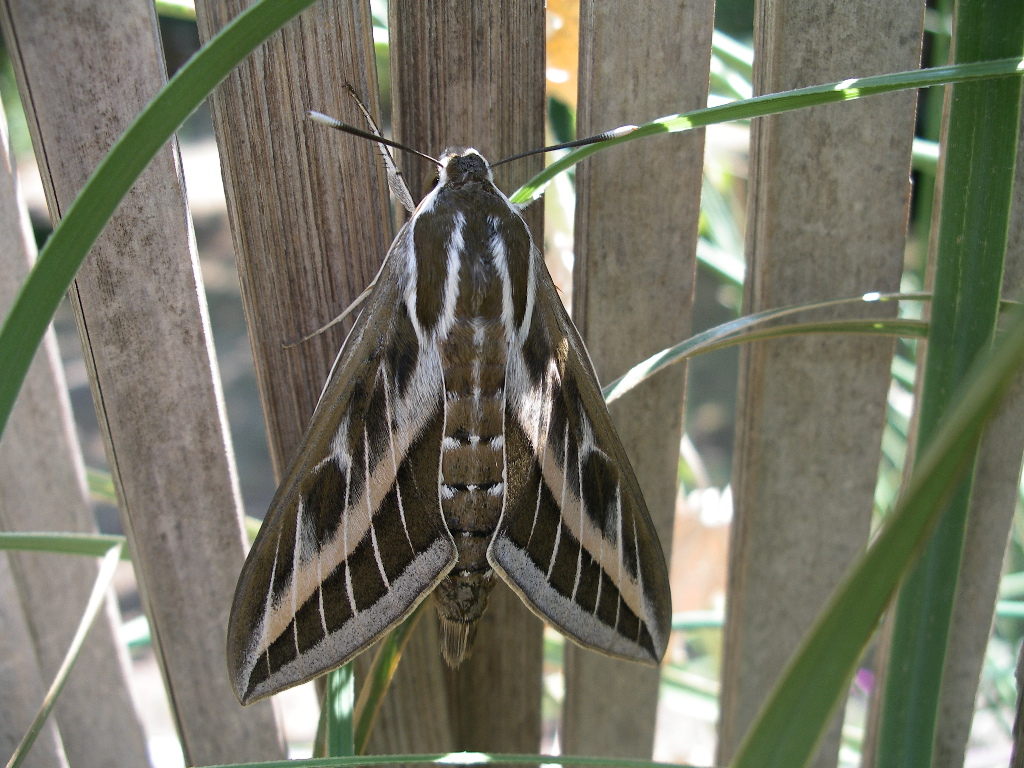
Imago

## Biologie

### Période de vol et hivernation
C'est un migrateur depuis l'Afrique vers l'Europe. L'imago est visible en Europe d'avril à juin puis d'août à septembre en deux générations et quelques-uns peuvent hiverner.

### Plantes hôtes
Les plantes hôtes des chenilles sont nombreuses : Galium, Rumex, Vitis, Euphorbia, Linaria, Epilobium, Antirrhinum, Scabiosa, Linum, Fuchsia, Asphodelus.

## Systématique
- L'espèce a été décrite par l'entomologiste allemand Eugen Johann Christoph Esper en 1780 sous le nom initial de Sphinx livornica[4]
- La localité type est l’Allemagne.

### Synonymes
- Sphinx livornica Esper, 1780 Protonyme
- Phinx koechlini (Fuessly, 1781)[5]
- Celerio lineata tatsienluica Oberthür, 1916[6]
- Celerio lineata saharae Stauder, 1921[7]
- Celerio saharae (Gehlen, 1932 )
- Celerio malgassica (Denso, 1944)
- Hyles renneri (Eitschberger, Danner et Surholt, 1998)

### Noms vernaculaires
- Le sphinx livournien en français
- Striped Hawk-moth en anglais, Linienschwärmer en allemand et Gestreepte pijlstaart en néerlandais.

### Protection
Pas de statut de protection particulier.